# Auletobius atterimus
Auletobius atterimus is een keversoort uit de familie Rhynchitidae. De wetenschappelijke naam van de soort is voor het eerst geldig gepubliceerd in 1910 door Lea.